# Betaglikan
Betaglikan – zakotwiczony w błonie komórkowej proteoglikan siarczanu chondroityny/siarczanu heparanu o masie 280–330 kDa. Jest receptorem typu III transformującego czynnika wzrostu beta (TGF-β). Jego rola polega na prezentacji TGF-β receptorowi typu II (kinaza serynowo-treoninowa).